# Mount Alfred
Mount Alfred ist ein mehr als 2000 m hoher Berg mit vereistem Gipfel auf der westantarktischen Alexander-I.-Insel. Er ragt 9 km landeinwärts des George-VI-Sunds und 13 km südlich des Mount Athelstan in der Douglas Range auf.
Erstmals fotografiert wurde der Berg beim Transantarktisflug des US-amerikanischen Polarforschers Lincoln Ellsworth am 23. November 1935. Diese Luftaufnahmen dienten dem US-amerikanischen Geographen W. L. G. Joerg für eine erste Kartierung. Die Ostflanke wurde 1936 grob durch Teilnehmer der British Graham Land Expedition (1934–1937) vermessen. Der Falkland Islands Dependencies Survey nahm 1948 und 1949 eine erneute Vermessung vor. Der britische Geograph Derek Searle kartierte 1960 die Westflanke des Berges anhand von Luftaufnahmen, die bei der Ronne Antarctic Research Expedition (1947–1948) entstanden. Benannt ist er nach Alfred dem Großen (848/849–899), König der Angelsachsen.